# Namikaze
Il Namikaze (波風? lett. "Onda agitata dal vento") è stato un cacciatorpediniere della Marina imperiale giapponese, quindicesima e ultima unità appartenente alla classe Minekaze. Fu varato nel giugno 1922 dal cantiere navale di Maizuru.
Servì in prima linea nel corso degli anni venti e dei primi anni trenta. Inserito nella 1ª Divisione cacciatorpediniere, nel corso del conflitto in Asia rimase prevalentemente nelle acque nazionali del Giappone, più in particolare nella porzione settentrionale di Honshū e nella vasta area Hokkaidō-isole Curili; nel quadro della campagna delle isole Aleutine partecipò solo a un paio di operazioni militari e in ruoli marginali. Presente brevemente anche nelle acque più a sud (Indocina), fu gravemente colpito nel settembre 1944 da un sommergibile ma, salvato, fu trasformato in vettore per i siluri suicidi kaiten: non ebbe però mai modo di operare in simile ruolo e, dopo la resa del Giappone, fu trasferito alla Repubblica nazionalista cinese, che lo adoperò solo come nave caserma fino al 1960.

## Servizio operativo

### Costruzione
Il cacciatorpediniere Namikaze fu ordinato nell'anno fiscale edito dal governo nipponico nel 1918. La sua chiglia fu impostata nel cantiere navale di Maizuru il 7 novembre 1921 e il varo avvenne il 24 giugno 1922; fu completato l'11 novembre dello stesso anno. Fino ai primi anni 1930 operò nelle divisioni cacciatorpediniere di prima linea, quando fu rimpiazzato dai più recenti esemplari classe Fubuki.

### 1941-1942
Nel 1940-1941 il Namikaze, allora al comando del capitano di corvetta Masaaki Hirata, formò con il Nokaze, il Numakaze e il Kamikaze la 1ª Divisione cacciatorpediniere, che fu assegnata al Distretto di guardia di Ominato responsabile della sicurezza delle acque attorno Hokkaidō e isole Curili. In realtà il Kamikaze, nave ammiraglia, era l'unità eponima della stessa classe, ma la somiglianza di progetto tra questa e le ultime unità tipo Minekaze rendeva possibile far operare insieme le navi. Al partire dal 4 dicembre 1941 il Namikaze e le unità gregarie condussero regolari pattugliamenti nelle zone di loro competenza, proteggendo anche i convogli in transito. Tra il 25 maggio e l'estate 1942 uscì in mare con la 5ª Flotta e fu presente all'occupazione di Attu e Kiska, quindi rientrò a Ominato. Il 19 settembre salpò e rimase per alcuni mesi nelle acque settentrionali di Honshū allo scopo di difendere i convogli in arrivo o in partenza; in questo periodo cambiò anche comandante nella persona del capitano di corvetta Kotaro Nakao (20 novembre). Dopo una breve pausa a Ominato, il 7 dicembre il Namikaze fu dirottato alla baia di Ise sempre con funzioni di vigilanza.

### 1943-1944
Il 1º gennaio 1943 il Namikaze si trovava a Hakodate: quel giorno salpò alla volta di Yokosuka e per vari mesi rimase nell'area dell'importante base militare, provvedendo a pattugliarne le acque e contribuendo alla difesa del fitto traffico navale. Dopo essere passato brevemente ai comandi diretti della 5ª Flotta in maggio, in giugno tornò nei ranghi della 1ª Divisione, che fu concentrata a Ominato in vista della prossima evacuazione di Kiska; l'operazione riuscì nel corso di luglio, ma il Namikaze vi ricoprì solo un ruolo marginale. Dal 6 agosto riprese le ricognizioni e il servizio di scorta tra Hokkaidō e le Curili, che però dovette interrompere a metà settembre per urgente raddobbo. I lavori furono iniziati a Hakodate e completati a Ominato il 31 ottobre, accompagnati dalla nomina a comandante del capitano di corvetta Isamu Ishidō (25 ottobre). Nel corso della revisione, inoltre, il Namikaze fu modificato in accordo al suo ruolo di cacciatorpediniere di scorta: perse i cannoni numero 2 e 3, i tubi lanciasiluri a mezzanave, le mitragliatrici leggere, l'apparato sminatore e aggiunse cinque impianti binati di cannoni contraerei Type 96 da 25 mm L/60; a poppa furono sistemati quattro lanciatori di bombe di profondità con complessivi trentasei ordigni. Il dislocamento aumentò un poco e la velocità massima calò a 35 nodi.

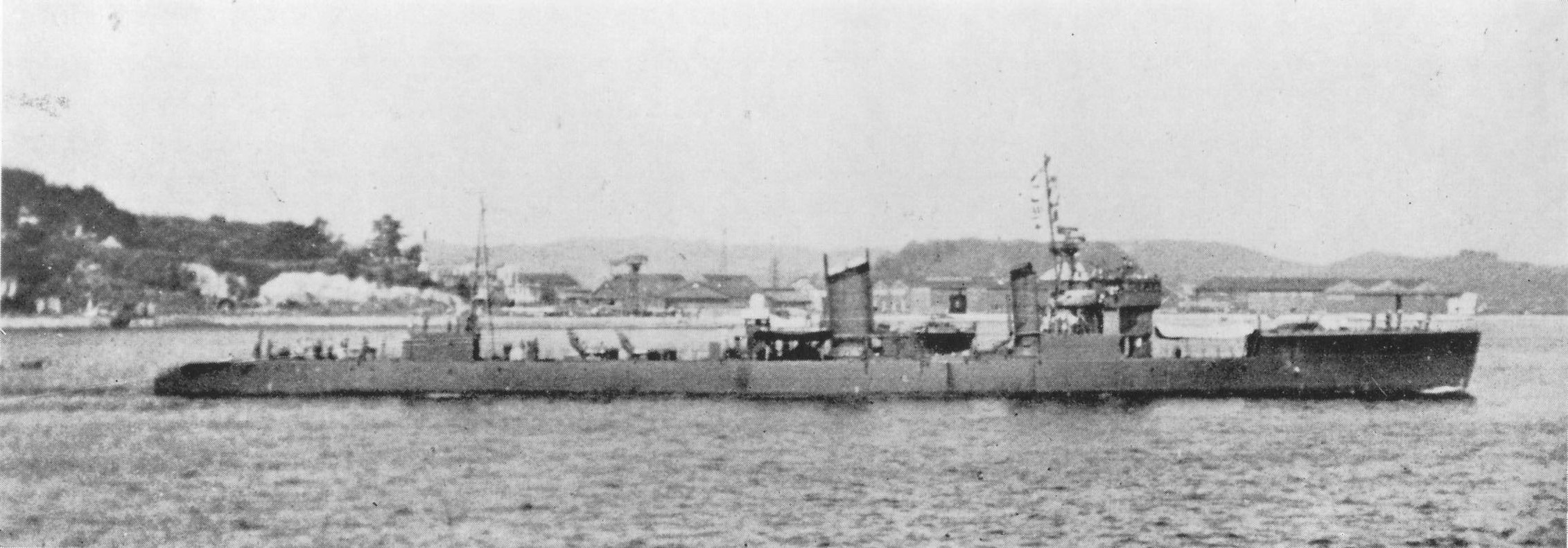
Il Namikaze nel dopoguerra: ben visibile è la poppa, ricostruita per facilitare il rilascio dei cosiddetti "siluri umani"

Il 2 novembre il Namikaze salpò dunque alla volta della cittadina di Otaru ma il 6, all'entrata del porto, si scontrò con una nave da carico e subì danni di una certa entità. Dovette quindi spostarsi a Ominato, dove le riparazioni richiesero alcune settimane. A fine novembre si portò molto a sud, a Moji, e da qui salpò il 1º dicembre verso l'Indocina occupata, per espletare lungo quelle coste i compiti di pattugliamento e scorta. Fu richiamato nelle acque giapponesi in un momento non precisato dell'inizio del 1944 e, dal 14 marzo, riprese a proteggere i convogli in navigazione attorno Hokkaidō e le Curili. L'8 settembre il monotono servizio fu però interrotto dal subitaneo attacco del sommergibile USS Seal, avvenuto a nord dell'isoletta di Staten: un siluro sventrò e mozzò la prua del Namikaze, dato per spacciato dal battello che infatti si ritirò. Il cacciatorpediniere, invece, non colò a picco e ricevette assistenza dal Kamikaze, che infine lo prese a rimorchio e riuscì a portarlo a Otaru. Aggiunta una prua posticcia e turate le falle, il Namikaze poté procedere con mezzi propri fino a Maizuru, dove si fermò il 26. Qui fu deciso di trasformarlo in vettore per il lancio dei kaiten, siluri modificati perché uno o due marinai li guidassero contro il bersaglio, senza possibilità di eiezione. La poppa fu allungata e rimodellata in forma di rampa, gli ultimi tubi lanciasiluri furono eliminati e fu rimosso anche il pezzo numero 4 da 120 mm per liberare il castello di poppa, dove furono aggiunti al centro dei piccoli binari, sopra i quali erano sistemati due kaiten: gli ordigni suicidi potevano così essere fatti scivolare in acqua. Altri lavori riguardarono l'aggiunta di dieci cannoni contraerei Type 96 (un'installazione binata e il resto su affusti individuali) e di otto mitragliatrici pesanti Type 93 da 13,2 mm, montate singolarmente; infine fu sbarcata una caldaia Kampon allo scopo di limitare la velocità massima a 28 nodi.

### 1945 e destino finale
La conversione del Namikaze richiese parecchio tempo e si concluse il 1º febbraio 1945. Il giorno successivo salpò e si portò nel Mare interno di Seto, allo scopo di familiarizzare l'equipaggio con le particolari procedure di impiego dei kaiten; il 5, intanto, passò sotto il comando diretto della Flotta Combinata. Sembra che il Namikaze non partecipò ad alcuna azione di combattimento nella sua nuova forma: invece, a partire dal 19 giugno, fu riutilizzato come dragamine per localizzare e neutralizzare le mine rilasciate a migliaia dai grandi bombardieri Boeing B-29 Superfortress, le quali infestavano il Mare interno. Nel corso del pericoloso compito non subì danni e dopo la fine ufficiale delle ostilità fu consegnato indenne alle forze d'occupazione statunitensi, che provvidero a rimuovere ogni arma e attrezzatura militare; il 5 ottobre successivo fu depennato dai registri della Marina imperiale. Il Namikaze fu subito riadattato per partecipare alla colossale opera di rimpatrio di militari e civili giapponesi, sparpagliati in Asia orientale: fu destinato a tale compito già a poche settimane dalla conclusione della guerra, che ebbe però una formale sanzione soltanto il 1º dicembre, con la formazione del 2º ministero per la Smobilitazione che (pur con la supervisione americana) ebbe sotto di sé la responsabilità della buona riuscita dell'operazione.
Nel frattempo le potenze vincitrici decisero il destino del cacciatorpediniere e dell'altro naviglio leggero giapponese catturato; la spartizione avvenne nel corso di quattro incontri al quartier generale dello SCAP: durante la terza riunione, del 15 agosto 1947, il Sugi fu assegnato alla Repubblica nazionalista cinese in conto di riparazione di guerra. La cessione divenne effettiva il 3 ottobre e la nave fu indirizzata con un equipaggio misto a Shanghai, da dove i giapponesi furono riportati in patria. La Cina si trovava però in una grave situazione interna tra le distruzioni patite in dodici anni di guerra contro Tokyo, milioni di morti e il riaccendersi violento della guerra civile; perciò fu decisamente difficile rimettere in piena efficienza le ex unità giapponesi. Il Namikaze, ribattezzato Shen Yang, non rientrò in servizio e nel 1949 fu trainato a Formosa poco prima che Shanghai cadesse nelle mani dell'Esercito Popolare di Liberazione. Usato da allora solo come nave caserma e occasionale fonte di parti di ricambio, fu radiato d'ufficio alla fine degli anni cinquanta e avviato alla demolizione nel 1960.